# Mascare binară

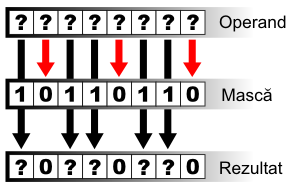
Exemplu de mascare

Mascarea binară este denumirea curentă a operației binare AND („și”), notată și cu „&”, în care al doilea operand este denumit convențional mască.
Această denumire provine de la faptul că, așa cum se vede în imagine, biții din mască cu valoare zero produc drept rezultat valoarea zero, în timp ce biții cu valoarea 1 lasă valoarea originală din operand neschimbată. Semnele de întrebare din imagine pot reprezenta atât valoarea 0 cât și valoarea 1. Astfel, octetul (baitul) denumit convențional "mască" are într-adevăr funcția de a masca în rezultat anumiți biți din operand.
Această operație este folosită în multe situații împreună cu operațiile de shift binar pentru crearea măștii. În general mascarea binară este folosită pentru a extrage informații anume din cadrul unei structuri mai mari de date. Cel mai comun exemplu este probabil „masca de subnet” folosită în Internet pentru a stabili care sunt computerele din aceeași rețea cu adresa IP a unui anume computer. Un alt exemplu este determinarea bitului de semn dintr-un octet, caz pentru care trebuie efectuată o operație de mascare cu valoarea 128 10 = 10000000 2.